# V.32bis

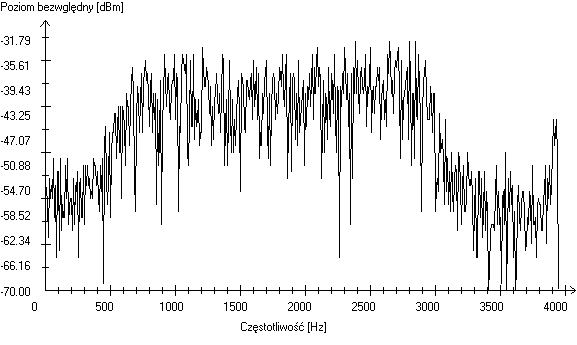
Widmo sygnału modemu pracującego według zalecenia V.32bis z prędkością 14400 b/s na typowej linii telefonicznej o szerokości pasma przepustowego równego 4 kHz.

V.32bis – standard w komunikacji rekomendowany przez ITU-T, charakteryzujący się pełną transmisją dwukierunkową pomiędzy dwoma modemami wdzwanianymi przy przepustowości łącza do 14,4 kbit/s. Inne dodatkowo zdefiniowane przepustowości to: 12,0 kbit/s, 9,6 kbit/s, 7,2 kbit/s i 4,8 kbit/s.
Standard ten był rozszerzany przez wiele firm produkujących modemy starających się zwiększyć ich przepustowość do 19,2 kbit/s, ale żadna z propozycji nie została oficjalnie uznana przez ITU-T jak standard V.32ter. Modemy, które pracują przy tej przepustowości często są określane terminem modemów standardu 'V.32terbo'.
Przyrostki bis i ter są charakterystyczne dla nomenklatury ITU-T i stosowane są dla zachowania narastającej iteracji w nazwach standardów i zaleceń (zwłaszcza gdy w międzyczasie zajęto już kolejną liczbę dla nazwania innego standardu lub zalecenia).